# Dimorphos
Dimorphos é um pequeno satélite de asteróide que foi descoberto em 2003. É a lua do planeta menor de um sistema binário síncrono com 65803 Didymos como o asteróide primário. Depois de ser provisoriamente designado como S/2003 (65803) 1 com apelidos informais como "Didymos B" e "Didymoon", o Grupo de Trabalho Small Body Nomenclature (WGSBN) da União Astronômica Internacional deu ao satélite seu nome oficial em 23 de junho de 2020.

## Descoberta
O asteroide primário foi descoberto em 1996 por Joe Montani, do Spacewatch Project da Universidade do Arizona. O nome Didymos foi oficialmente aprovado em 2004. Petr Pravec, do Observatório Ondřejov, na República Tcheca, descobriu em 2003 que o asteroide tinha um satélite orbitando-o.

## Nomeação
O nome é derivado de uma palavra grega Dimorphos, que significa "tendo duas formas".

## Exploração

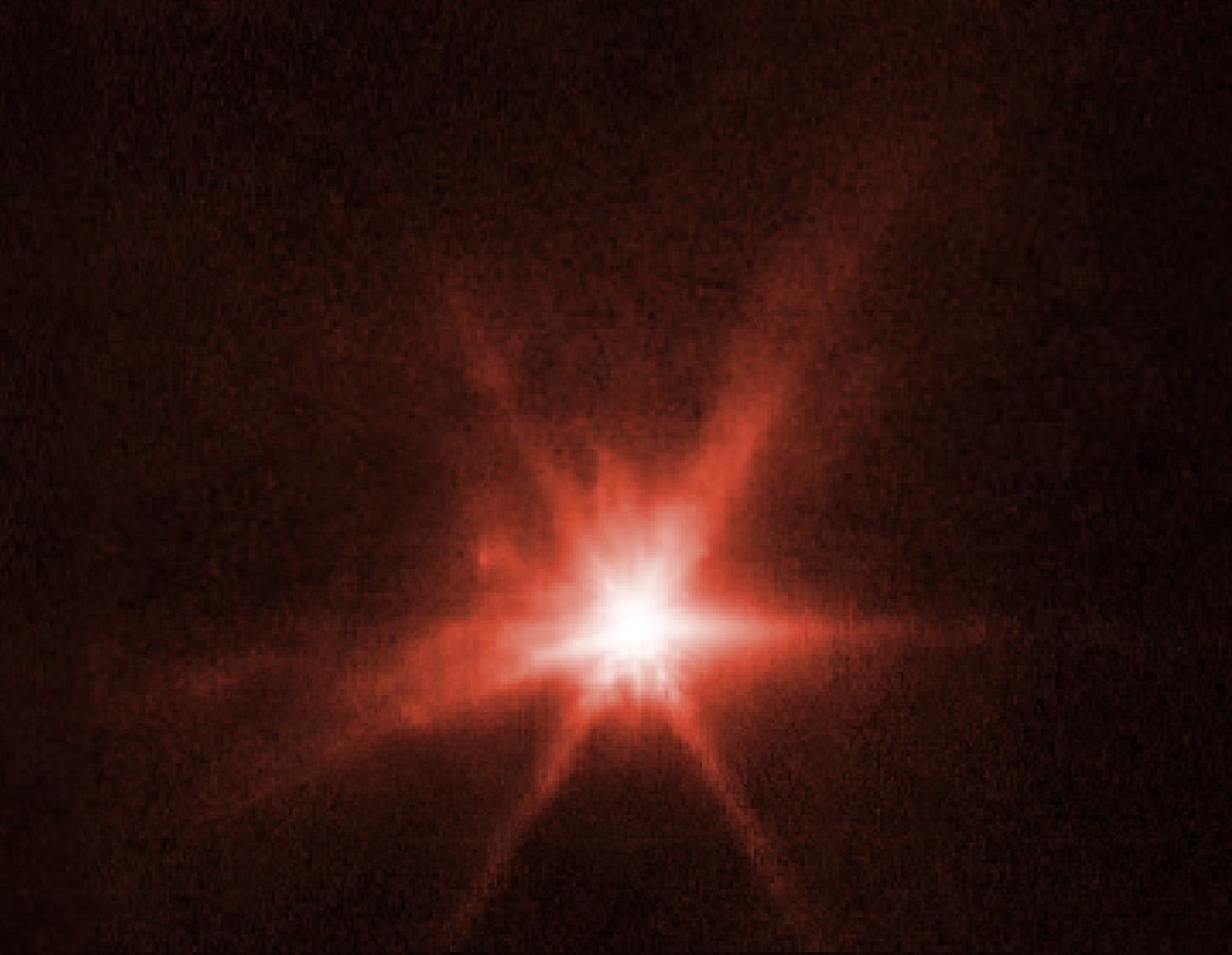
Visão Webb do material ejetado de Dimorphos

Em 24 de novembro de 2021, a NASA lançou a espaçonave Double Asteroid Redirection Test (DART) em um foguete SpaceX Falcon 9 do Space Launch Complex 4 East na Vandenberg Space Force Base, na Califórnia, EUA. O DART colidiu intencionalmente com Dimorphos, a lua do asteroide de Didymos, em 26 de setembro de 2022.

## Formação
Acredita-se que Dimorphos tenha se formado a partir da ejeção rápida ou instantânea de detritos por parte de Didymos. Segundo um modelo criado pelo astrônomo brasileiro Gustavo Madeira, no passado, Didymos teria ejetado material continuamente devido ao efeito YORP, dando origem a um anel ao redor do asteroide. Em seguida, o material do anel teria se aglutinado em proto-satélites, que colidiriam a baixa velocidade, formando Dimorphos.